# Jours sans gloire
Jours sans gloire est un roman de François de Roux publié le 8 octobre 1935 aux éditions Gallimard et ayant reçu la même année le prix Renaudot.

## Éditions
- Jours sans gloire, éditions Gallimard, 1935  (ISBN 207025593X).